# Panzaleo
Panzaleo, indijanski narod iz Ekvadora koji danas na području provincija Cotopaxi i Tungurahua govore kečuanskim jezikom. 
Oni su, smatra se, bili prvi narod u Južnoj Americi koji je prakticirao tehniku smanjivanja ljudskih glava, poznate kao tsantsa, po kojima su danas najpoznatiji indijanci Jívaro. Danas se nazivaju i Kichwa del Cotopaxi.